# エジプト初期王朝時代
エジプト初期王朝時代（エジプトしょきおうちょうじだい、紀元前3100年頃 - 紀元前2686年頃）は、古代エジプト史学（エジプト学）における時代区分の1つである。
エジプト第1王朝、並びにエジプト第2王朝の時代が初期王朝時代に区分される。エジプトに複数あった「王国」が統合し、全エジプトが初めて一つの政体の下に統合された時代をもって初期王朝時代の始まりとする。
この時代は後世のエジプト王朝の基本的な性格を決める数多くの文化の揺籃期であった。例えばそれは王権概念、レガリア（王号、王冠、王笏等）、王墓、美術様式、全エジプトの中心としての首都メンフィスの登場等である。初期王朝時代に登場したこれらの要素は、古王国時代以降多彩なエジプト文化を生み出していく事になる。

## 概略

### 王権

上下エジプト王冠。赤い王冠が下エジプト、白い王冠が上エジプトの王冠であり、合わせて上下エジプト両国の王権を現す

王権とその表現形式は第1王朝時代に原型がほぼ確立した。古代エジプトではホルス名、二女神名（ネブティ名）、黄金のホルス名、上下エジプト王名（即位名、ネスウト・ビティ名）、誕生名というファラオの五重称号が使用されていたが、このうちホルス名、二女神名、即位名の三つは第1王朝時代に登場する。王名の様式が完全に整うのは遥か後の中王国時代になるが、これらを用いて王号や王名を示す様式は既に初期王朝時代に確立していった。先王朝時代の上エジプト王は、自らがホルス神の化身である事を表すホルス名を用いた。ホルス名を使用する伝統は初期王朝時代に入っても継続されたが、統一されたエジプトでの正当な王権を示すため、やがてホルス名に加えて第二の名、二女神名が王名に加えられた。これは王が上エジプトの守護女神ネクベトと、下エジプトの守護女神ウアジェト双方の化身であることを示す名前である。更に、第1王朝の第5代王デンの時代には上下エジプト王名が加えられ、一体性を持つ政治世界としての「エジプト」が形成されて行く。
また、王が各種のレガリアを身に着けて身分を表現する様式も初期王朝時代に概ね定型化した王墓の巨大化、王権を示すための儀式であるセド祭の挙行も初期王朝時代に始まる。先王朝時代の王墓においても身分差が確認できるが、それは単に大きさや副葬品の量の差によって区別されるものであった。しかし、初期王朝時代には王墓特有の建築様式が登場した。大型のマスタバ墓や、葬祭殿建築がそれにあたる。これらは古王国時代に始まるピラミッドの建造に繋がっていく。
さらに下エジプトと上エジプトの中間地点に首都としてメンフィスが建設された。この時代のメンフィスの遺構は今だ発掘されていないが、メンフィスの付属墓地であるサッカラには実際に第1王朝時代の王墓が林立しており、第1王朝時代にメンフィスが首都として整備された可能性は高い。

### 国制
第1王朝以降、官僚組織の整備が急速に進められた。この官僚組織については印章、ラベル、石碑等の記録から概ね推測できるようになっている。国家の頂点を王とし、その配下に王族からなる少数の支配層がいた。次いで宰相が任命され、彼が王家の家政、財政、地方行政を統括した。財政部門は印璽官が統括し、徴税から再分配までの財政を担った。地方行政部門は上下エジプト、及びその他の地域に分割されそれぞれを官僚達が管理した。王を頂点とし、宰相を中心とした上記三つの部門が国家を運営する基本構造は新王国時代以降まで継続した。

### 美術
古代エジプトの基本的な美術様式、例えば二次元表現において人体を側面図と正面図を組み合わせて描く、実際のサイズに関係なく「偉大さ」によって人物の大きさが表現される、場面を段に区切り人物像は地面を現す線の上に描かれる（レジスター）、等の表現方法が既に初期王朝時代に確立した。これらの特徴のうちの幾つかは既に先王朝時代にその萌芽が見られ、後のエジプト美術の基本的な路線を規定した。

## 初代王についての問題
エジプトの「最初の王」が誰なのかについて、現在でも定説があるわけではない。文献史料に登場する初代王メニ/メネスを考古学的に確認できる人物と同定しようとする試みがエジプト学の黎明期から続けられてきた。

### メニ/メネス王
文献史料としては主にギリシア語で記述された古典古代の記録と、古代エジプト語あるいは図像表現によって作成された王名表の記録が存在する。
前者を代表するのがマネトが記述した『エジプト史』であり、第1から第31までの王朝に分類して古代エジプト史を把握する方法はマネトの方法を踏襲したものである。そのマネトの記録では、初代のエジプト王はメネスであった。また紀元前5世紀の歴史家ヘロドトスは『歴史』においてエジプト人から聞いたこととしてエジプトの初代王はミンであると記録し、紀元前1世紀にはシケリアのディオドロスが『歴史叢書』の中でエジプトの初代王はメナスであると記している。メネス、ミン、メナスはいずれも同一の名前であると考えられる。マネトはもちろんのこと、ヘロドトスとディオドロスはいずれもエジプトに実際に滞在した事があることが知られているため、紀元前5世紀～紀元前1世紀のエジプトではメネス王から始まるエジプトの歴史が共有されていたと考えられる。
後者のものとしては『トリノ王名表』や『アビドス王名表』、『サッカラ王名表』が代表的である。これらの王名表は初代王の位置にメニという王名を配置している。このメニ王の名前が登場する最古の史料はハトシェプスト女王時代（紀元前1500年頃）のスカラベに書かれたものである。王名の類似から考えて、この王名表に登場するメニの名がギリシア人の著述家達がエジプトに訪れた時代でも伝わっており、メネスと記録されたと考えられる。

### ナルメル王
上記のような古代の記録に対し、現代の考古学的調査によって全エジプトを初めて支配したと考えられる最初の王はナルメルである。ナルメルについてはナルメルのパレット（化粧板）、ナルメルのメイスヘッドという二つの重要な遺物が存在する。ナルメルのパレットは、表裏両面上端にホルス名のナルメルが記され、表面に下エジプト王冠を被った王が敵の死体を検分する様が、裏面に上エジプト王冠を被った王（ホルス神の化身として描かれている）が敵国を征服する様が描かれており、その意図が上下エジプト両国の統合を象徴することであったのは明白である。ナルメルのメイスヘッドには、上エジプトの守護神ネクベトに守られたナルメルが下エジプトの王冠を被り、恐らくは下エジプトの王女ネイトヘテプを妻とする光景が描かれている。こちらもまた、上下エジプトの統合を示す図像表現であることが明白である。また、第1王朝時代の封泥における王名の配置や、王墓の位置等の分析から、第1王朝の王達がナルメルを初代と考えていた可能性が高いと考えられている。

### アハ王
「初代王候補」としてもう一人重要な候補者としてアハがいる。アハはアビュドス出土の封泥などの考古史料から、ナルメルの次の王であったことがかなり確実視されている。この点で第1王朝の2代目ということになるが、彼が文献史料に登場するメニ/メネス王と同一人物とする有力な説がある。その根拠はアハ王の象牙製ラベルで、このラベルの中にホルス名「アハ」と合わせて二女神名「メン」と記載されている。このことからアハ王はメンという別名を持つ可能性があり、これこそが後世のメニ王であるというものである。この場合、ナルメルのパレット等は単なる宗教儀礼、呪術儀礼的な性質のもので実際に成されたものではないと考える。

### 初代王を確定する上での問題
ナルメル、アハ、そして彼等に続く第1王朝の王達の中に確実にメネス王と同一人物であると同定できる王はいない。これは王名表記法の問題による。初期王朝時代の王達が記念碑に使用した王名は通常ホルス名と呼ばれる王の即位名であった。これは誕生時につけられた名前とは別の名前である。一方で後世の王名表は誕生時の名前を使用しているといわれている。このため記念物にホルス名と誕生名を併記するようになった第1王朝第5代のデン王より前の王について、王名表と考古学遺物の対照が困難である。このため、2017年現在においても初期王朝時代の開始（つまりエジプトにおける統一王朝の出現）について、研究者の間で完全に一致した見解は存在しない。
古王国時代に作成された『カイロ年代記』では第1王朝以前の王達が上下エジプト王冠を戴く形で描写されているため、これを論拠に実際の王朝統一は既に第1王朝以前に完了していたとする説さえ存在する。

## 初期王朝時代の遺跡と遺物
マネトの記録によれば、エジプト第1、第2王朝の王達には「ティニスの」という形容詞がつけられている。おそらくこれはこの王達がティニスという名の都市にいて統治した、もしくはエジプト統一王朝の母体となった王朝がティニスにあったということを意味すると考えられる。
ティニスの正確な位置はわかっていないが、おそらく今日のギルガ（ナイル川西岸）付近であっただろうと推測されている。ギルガの南20kmあまりの地点にあるアビュドス遺跡で発見された初期王朝時代の遺物は、この地域の第1王朝、第2王朝との関係を立証するものである。

### アビュドスとサッカラ
初期王朝時代の王墓遺構が集中しているのがアビュドス遺跡とサッカラ遺跡である。アビュドスでは19世紀末のフリンダーズ・ピートリーの調査により第1王朝時代の王墓が相次いで発見された。これらの墓の前に立っていた石碑から10人の王と1人の王妃の名が得られた。王名はほぼホルス名であり、このうちナルメルから始まる8人の王が第1王朝に属していると考えられる。唯一の王妃の名はメルネイトであり、おそらく第1王朝4代目ジェト王の妃である。
また、アビュドスにはケンティアメンティウ神の神殿跡が確認されているが、これが最初に建てられたのは第1王朝時代であった。また、第2王朝時代に建てられた日干し煉瓦の砦跡も二ヶ所発見されている。これはこの砦跡から出土した封泥その他が第2王朝のペルイブセン王とカーセケムイ王の時代のものであることからわかる。これらの砦は長方形のプランで建てられており、外部には凹凸の装飾が用いられている。明らかにメソポタミアの建築様式の影響を受けたものである。
他方、メンフィスに近いサッカラでは、20世紀前半から半ばにかけての調査で初期王朝時代の王墓が発見された。これはアビュドス遺跡の物よりも大型のマスタバ墓を含む多数の墓が広範囲から発見されており、これらの墓地の中には船を入れるための囲いがあるものも発見されている。これは恐らく死者が死後の世界を旅するための船であると推定される。この墓地から発見された碑文等からはアビュドス遺跡で発見された王名と一致する第1王朝時代の6人の王（アハ王～カア王）と2人の王妃（オルネイトとメルネイト）、及び親族または臣下と見られる多数の人名が読み取れる。
調査を行ったエマリーは、アビュドスとサッカラの両方に同一の王の墓が存在することから、初期王朝時代に都がおかれたメンフィスに近いサッカラに実際に王が埋葬され、王達の出身地に近いアビュドスには埋葬を行わない象徴的な空墓が置かれたと主張した。この説は多くの支持を受け一時定説化していた。しかしその後W.カイザーや、B.J.ケンプらによってアビュドスで実際に王の埋葬を行った痕跡が発見され、第1王朝の王達の埋葬地はアビュドスであるとの説が急速に支持されるようになっている。しかしその場合、サッカラの巨大墓は単に高官の墓に過ぎないのか等、その性格が明確ではない。

### ナルメルのパレット

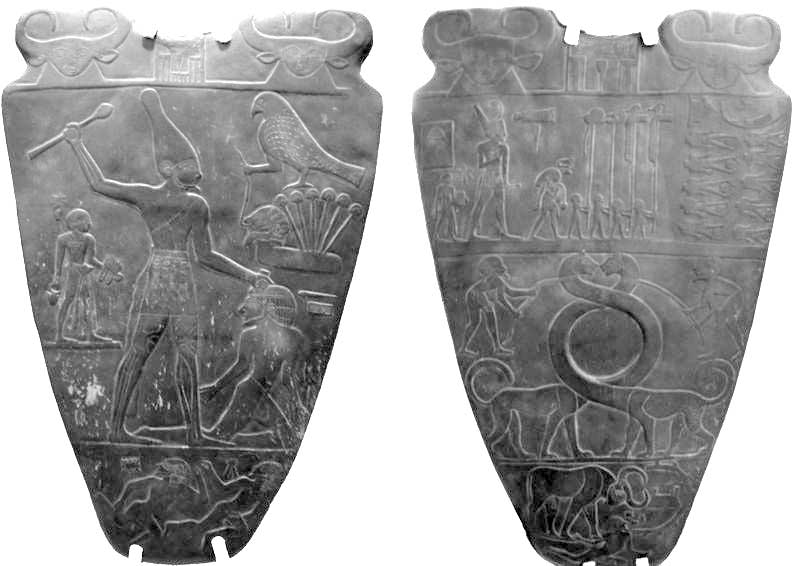
ナルメルのパレット

初期王朝時代の図像史料の中でも最も有名なものは、上エジプトのヒエラコンポリス（エジプト語名ネケン、現在のコム・エル＝アハマル）で発見されたナルメルのパレット（化粧板）である。パレットとは古代エジプト人がアイシャドーをすり潰すのに使用した板であるが、ナルメルのパレットは長さが64cm、幅42cmもあることから、実用ではなく儀式用のものであると推定される。ホルス神の図像と考えられる隼の絵や、敵（アジア人）と戦うナルメル王の姿などが描かれており、この図像の解釈は古代エジプトの王権や歴史を考慮する上で極めて重要である。

### パレルモ石
パレルモ石は黒色閃緑岩で作られた記念碑であり、断片がパレルモ博物館の他カイロとロンドンに保管されている。これは初期王朝時代より後の時代の遺物であるが、恐らく王の一覧が記載されている。座った人物像が並べて刻まれており、それぞれ王権の象徴である王勺を持ち、赤色王冠をかぶっており、判読不能ながら王名と推測されうる文字が付記されている。赤色王冠をかぶっていることを重視すれば彼らは統一王朝以前の下エジプト王であり、もし欠けた部分に上エジプト王の一覧が載っていたのだとすれば、原王朝時代の上下エジプト王国の王名表が実在していた可能性が出てくる。
第1王朝の王名を記したと思われる部分は破損して残っていないが、第2王朝のニネチェル王と考えられる王が記載され、更に第4王朝と第5王朝の王の一部も掲載されている。各王には統治年月を表す記号が記され、また年名には簡略ながら歴史的事件が記録されている。